# 幸福路街道 (连云港市)
幸福路街道，是中华人民共和国江苏省连云港市海州区下辖的一个乡镇级行政单位。

## 行政区划
幸福路街道下辖以下地区：
文化社区、幸南社区、幸中社区、西大岭社区和江化社区。